# Contea di Bristol (Massachusetts)
La contea di Bristol, Bristol County in inglese, è una contea dello Stato del Massachusetts negli Stati Uniti d'America. La contea, nella parte sud-orientale dello Stato, ha come capoluogo Taunton.
La popolazione al censimento del 2000 era di 534 678 abitanti, 547 433 secondo una stima del 2009.

## Geografia fisica
La contea confina a nord con la contea di Norfolk, a est con la contea di Plymouth, a sud si affaccia sull'Oceano Atlantico ed a ovest confina con le contee Newport, Bristol e Providence del Rhode Island.
Il territorio è pianeggiante. Il fiume principale è il Taunton, che attraversa la contea da nord a sud, prima di sfociare con un lungo estuario nella Mount Hope Bay, un braccio della baia di Narragansett. A sud del bacino del Taunton i fiumi hanno un breve corso prima di sfociare nell'Atlantico. La contea vanta numerosi laghi e stagni, tra questi il principale è il Watuppa Pond.
Il capoluogo di contea è la città di Taunton, posta a nord, sul fiume omonimo. Sulla costa meridionale sorge la città di New Bedford, che è stata uno dei maggiori porti balenieri al mondo, immortalata dal romanzo Moby Dick di Herman Melville. Tra l'estuario del Taunton ed il Watuppa Pond è posta la città di Fall River. Altri centri importanti sono Attleboro e New Bedford.

## Storia
La contea fu creata dalla colonia di Plymouth nel giugno del 1685.

## Comuni
- Acushnet - town
- Attleboro - city
- Berkley - town
- Dartmouth - town
- Dighton - town
- Easton - town
- Fairhaven - town
- Fall River - city
- Freetown - town
- Mansfield - town

- New Bedford - city
- North Attleborough - town
- Norton - town
- Raynham - town
- Rehoboth - town
- Seekonk - town
- Somerset - town
- Swansea - town
- Taunton - (capoluogo) city
- Westport - town

### Census-designated place
- Acushnet Center - nel territorio di Acushnet
- Bliss Corner - nel territorio di Dartmouth
- Smith Mills - nel territorio di Dartmouth
- Mansfield Center - nel territorio di Mansfield
- North Attleborough Center - nel territorio di North Attleborough
- Raynham Center - nel territorio di Raynham
- North Seekonk - nel territorio di Seekonk
- Ocean Grove (Massachusetts) - nel territorio di Swansea
- Weir Village - nel territorio di Taunton

### Gemellaggi
La contea è gemellata con il comune di Lagoa nelle Azzorre.